# Bao Jingjing
Bao Jingjing (xinès simplificat: 鲍鲸鲸) (Pequín, 1987) és una escriptora i guionista de cinema i televisió xinesa.

## Biografia
Bao Jingjing va néixer 19 de gener de 1987 a Pequín (Xina). El seu pare era militar, i la seva mare mestressa de casa. El seu nom real era Bao Jingjing (鲍晶晶), però quan va començar a publicar va signar amb el nom de Bao Jingjing (鲍鲸鲸). El 1998, els seus pares van optar per matricular-la al conservatori de música adscrit a la Universitat Central de Nacionalitats (中央民族大学音乐学院); Als onze anys va començar els estudis de violí, que va continuar durant sis anys.
L'any 2004, va decidir aturar els seus estudis musicals per estudiar a la universitat. Però després d'haver vist la pel·lícula “Léon” (El professional) del director francès Luc Besson, va decidir entrar al departament de literatura del l'Acadèmia de Cinema de Pequín, per estudiar guió de televisió.
L'octubre de 2014 es va casar amb el guionista i director Wang Ran.

#### Trajectòria literària
L'any 2008, quan va deixar l'Institut, per consolar-se d'un contratemps sentimental, va anar a treballar a Shanghai. Però només hi va estar un mes i va tornar a Pequín. Tanmateix, aquest episodi serà l'origen de la seva novel·la 失恋33天, que s'ha traduït a l'anglès com "Love is Not blind"" que de sobte la va propulsar a l'escena literària xinesa, però també cinematogràfica, amb la pel·lícula amb el mateix títol, dirigida per Teng Huat; és una història en diversos episodis que Bao va començar el maig de 2009 com un diari publicat en un lloc web i signat com Da Lihua (大丽花).
El març de 2011, va començar una columna personal a l'edició de divendres del Beijing New Newspaper Xinjingbao (新京报《星期五周刊).
El 2017, com a ex-alumne, en el lliurament dels premis de l'Acadèmia de Cinema de Pequín va entregar el premi al millor guió de cinema d'animació i va encoratjar als alumnes a seguir escrivint i complir els seus somnis.

## Filmografia

#### Cinema
| Any  | Títol xinès                         | Títol anglès         |
| ---- | ----------------------------------- | -------------------- |
| 2011 | 失恋33天                            | Love is Not Blind    |
| 2012 | 浮沉                                | Floating and Sinking |
| 2013 | 等風來                              | Up the Wind          |
| 2013 | 幸福旅行團                          | Happy Tour Group     |
| 2014 | 叫醒爱情                            | Morning Call         |
| 2016 | Zai shi jie de zhong xin hu huan ai | Run for Love         |
| 2017 | 閃光少女                            | Our Shining Days     |

#### Televisió
| Any  | Títol xinès | Títol anglès |
| ---- | ----------- | ------------ |
| 2012 | 浮沉        | Fu Chen      |
| 2022 | 欢迎光临    | My Superhero |

#### Premis
Amb "Love is Not Blind" va guanyar el premi al millor guió adaptat en la 49a edició dels Golden Horse Awards i el 2012 va ser nominada al millor guió al 19è Festival de televisió de Shanghai per "Floating and Sinking" o "Up and Down".